# Rua de José Falcão

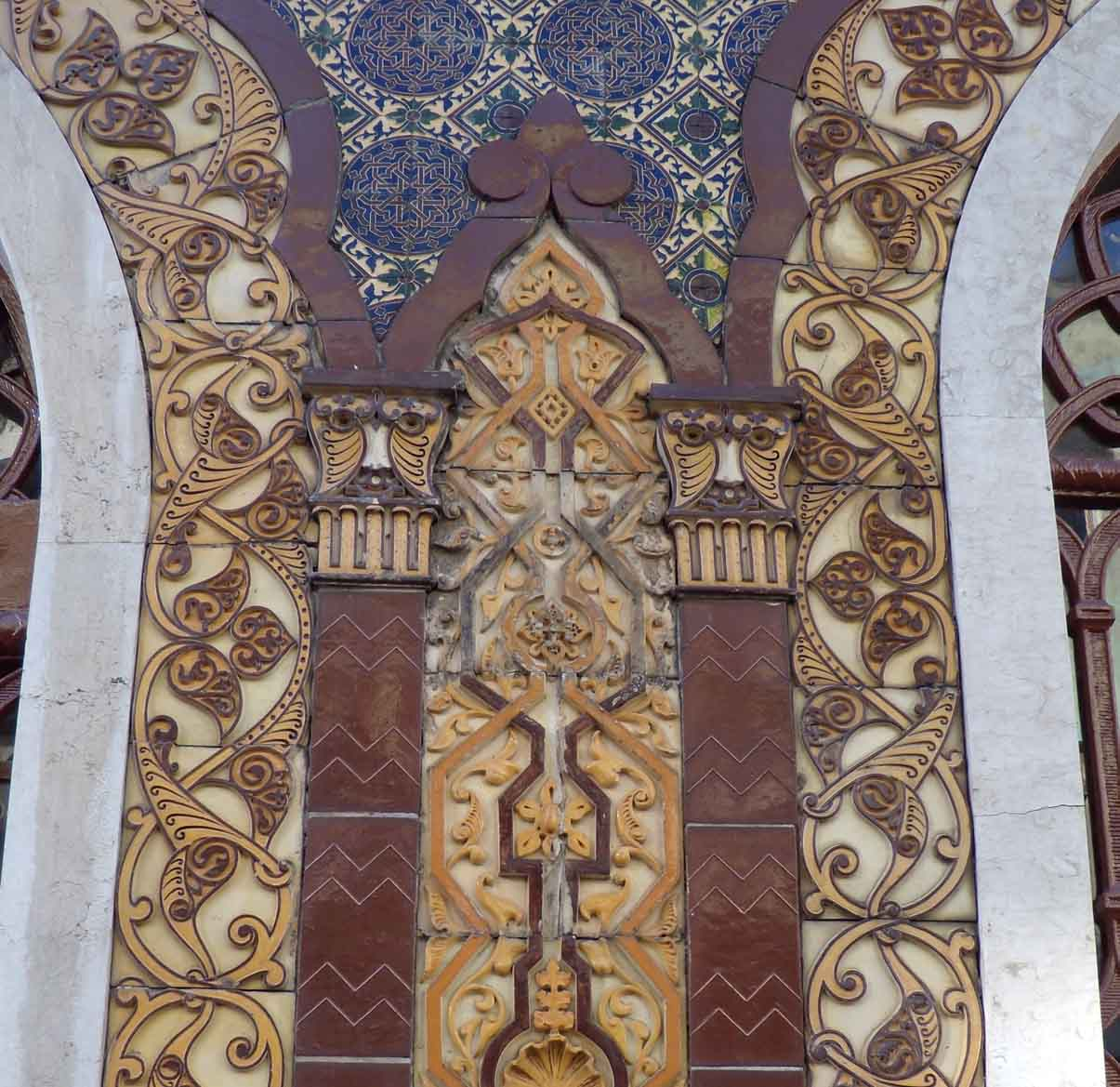
Azulejos estilo neoárabe

A Rua de José Falcão é uma rua na freguesia de Vitória da cidade do Porto, em Portugal.

## Pontos de interesse
- Casa estilo neoárabe pertencente ao Antigo Armazém/Mostruário da Fábrica de Cerâmica das Devesas.[1]